# 莫尔寺遗址
莫尔寺遗址是古疏勒国建筑遗存中保存最为完好的佛教遗址，于公元2世纪到3世纪兴建，于10世纪前后被毁，是如今塔里木盆地喀什地区最大的佛寺遗址，也是中华人民共和国第五批全国重点文物保护单位、2024年度全国十大考古新发现。“莫尔（مورا）”在维吾尔语中有烟囱、烟道之意，因维吾尔人将佛寺误认为烽燧而得名。

## 地理位置
莫尔寺遗址位於中华人民共和国新疆维吾尔自治区喀什地区伯什克然木乡莫尔村，距离喀什市中心约30千米。莫尔寺遗址地处天山支脉古玛塔格山南麓的一处较为平坦的台地上，也是喀什噶尔河冲积平原的东北边缘，周围是以砾石为主的戈壁滩。遗址北侧500米处架有南疆铁路，南侧有恰克玛克河，西侧有歇普岱尔格那遗址，而罕诺依古城遗址则位于其南2000千米处。

## 主要遗迹
莫尔寺由兩座佛塔及僧舍、佛殿等建筑組成。其中圆顶佛塔位于台地的東南方向，方座、圓腰、覆缽頂，底座長寬均為12.3米，高12.8米。塔座分为五层，每层逐渐收缩。佛塔主要由土坯砌成，中空，外敷草泥。另一佛塔位于台地西北处，佛塔為倒鬥形。加上塔基可分为五层，塔基平面大致为方形，遗留边长21到24米不等。佛塔逐层收缩，残高10余米。顶部平面呈边长12米多的正方形，较为平整。其中第三层的东南角保存较为完好，保留有原壁面的痕迹。有类似佛龛痕迹存在于倒门形佛塔的三面。此佛塔也为土坯垒砌而成。
可能为僧舍和佛殿的建筑至少有两部分四处。其中第一部分位于两座佛塔之间偏东。遗址平面基本为长方形，面朝东南。西南到东北宽超过12米，西北至东南长超过16米。为土坯错缝平砌建筑，墙体有白石灰抹面。西南墙残留最高处不足0.7米，其余三面墙仅剩少量土坯，有的连基槽也不见踪影。建筑内有6个房间，东南墙外有疑似建筑前院的长方形遗址。前院西南侧有另一处建筑遗址。建筑可分为佛殿及周围房间，整体平面为长约10.3米，宽7.5米的长方形，其东北墙紧挨着僧舍东南墙。该建筑墙体同样为土坯错缝平砌而成，内外墙有白石灰抹面。建筑西北部有“回”字形佛殿，长5.5米宽5米，面朝西南，残存两层。佛殿正中有长方形像座，像座四面残留有壁画痕迹。佛殿内有脱落的带壁画草泥墙面，像座和佛殿内都有土石膏佛像的残块。
另一部分位于两座佛塔之间靠近西南部悬崖边缘处。此处有一座规模较大的综合建筑，主体平面为长方形，其中有一面西北东南走向的主墙，长约24米的主墙将建筑分为两部分，东侧为佛殿，西侧为僧舍。建筑内至少有17个房间，其中一些房间内残留有佛像残片，僧舍建筑布局和形制与另一初僧舍基本相同，东北角有地窖。在此综合建筑西南角存在另一处建筑。为土坯建筑，东北至西南墙7米，西南至东北墙4米有余。此建筑西北正中有土坯砌筑的台基，长1.5米，宽1.25米，台基前有木柱遗迹。这两处建筑均有火烧痕迹。
莫尔寺出土有石器、陶器、骨器、织物等遗物，也出土有铜钱、塑像残件、具有中原文化特征的木篦等遗物。

## 历史
莫尔寺是喀什一带最大的佛寺遗址，同时也是古疏勒国建筑遗存中保存最为完好的佛教遗址，是古疏勒国都城罕诺依古城的重要组成部分。无论是根据莫尔寺遗址中佛塔的造型及佛寺的布局，还是发掘的遗物，都可证明莫尔寺修建年代大约在公元2世纪到3世纪，即东汉末或魏晋时期。莫尔寺遗址中曾发现可能是汉代的龟兹小钱和剪轮五铢的铜钱。对佛寺遗迹进行碳十四定年，测定遗址时代最早可追溯到3世纪早期。在修建时受到了印度佛教的影响。随着中原佛教的兴盛，莫尔寺在后期的造像风格和样式也受到了汉传佛教之影响。公元960年代，喀什一帶開始信奉伊斯蘭教，莫尔寺才終其使命。其证据有遗迹中发现有喀喇汗王朝钱币，碳十四定年法测定也证明遗迹下限在公元10世纪前后。由于遗迹内外堆积大量烧灰层，莫尔寺可能毁于火灾。

## 发掘与保护
19世纪末到20世纪初，许多来自各国的探险队曾到喀什地区进行考察。英国探险家马尔克·奥莱尔·斯坦因途径莫尔寺时，对其进行了短暂的探查并绘制了第一张莫尔寺遗址地形图。法国探险家伯希和曾对莫尔寺进行过短暂的发掘并获得一些文物。在1990年的第二次全国文物普查和2008年的第三次全国文物普查中，调查人员在莫尔寺发掘出如佛头残片等文物。莫尔寺遗址长期受到自然侵蚀的影响。很多地面遗迹已消失，台地的建筑遗迹由于水蚀的作用，出现了大量坑洞和冲沟。遗迹的表面在斯坦因考察时还存在有白色灰面，如今均已剥落。圆顶佛塔曾被挖开过，中部房屋塌毁，其他建筑也有坍塌的情况出现。为保护莫尔寺遗址，莫爾佛寺於2001年被列為第五批全国重点文物保护单位。2019年开始，中央民族大学与新疆文物考古研究所合作对莫尔寺遗址进行主动考古发掘。2020年，喀什市人民检察院曾对喀什境内的文物古迹进行摸排工作，发现莫尔寺遗址的防护栏有所损坏，后喀什市文旅局和伯什克然木乡人民政府修复并加固防护栏。2021年5月，中华人民共和国文化和旅游部、国家文物局对口援疆工作会议召开，会后，文化和旅游部副部长、国家文物局局长李群前往莫尔寺遗址等全国重点文物保护单位进行调研。9月，国家文物局组织中国国家博物馆、中国社会科学院考古所等考古及文物保护相关单位和机构对莫尔寺遗址等考古项目进行调研。2025年4月，莫尔寺遗址入选2024年度全国十大考古新发现。